# Małgorzata Łuczyk
Małgorzata Anna Łuczyk – polska językoznawczyni, dr hab. nauk humanistycznych.

## Życiorys
Obroniła pracę doktorską, 23 marca 2007 habilitowała się na podstawie pracy zatytułowanej Funkcjonalno-semantyczne pole intraperceptywności w języku rosyjskim na tle polskiej świadomości językowej. Pracuje na stanowisku profesora uczelni w Instytucie Neofilologii na Wydziale Humanistycznym Uniwersytetu Zielonogórskiego.